# Early Prolific
Early Prolific es una variedad cultivar de ciruelo (Prunus domestica), de las denominadas ciruelas europeas.
Una variedad de ciruela procedente de plántula de polinización libre de 'Precoce de Tours', fue cultivada por Thomas Rivers, en Sawbridgeworth, Inglaterra (Reino Unido) en 1820.
Las frutas tienen un tamaño pequeño a medio, color de piel azul oscuro a negro, cubierto de pruina de mediano espesor, punteado de ruginoso / "russetting" numeroso, y pulpa de color amarillo verdoso, textura firme pero tierna, jugosa, y sabor dulce, rica en sabor.

## Sinonimia
- "Early River Plum",
- "Rivers' Early Prolific".

## Historia
'Early Prolific' variedad de ciruela cuyo origen es una plántula de polinización libre de la variedad 'Precoce de Tours', fue cultivada por Thomas Rivers, en Sawbridgeworth, condado de Hertfordshire Inglaterra (Reino Unido) alrededor de 1820. Fue galardonada con el «First Class Certificate» de la RHS en 1895.
Calificado por el entusiasta de la fruta victoriana Hogg como "un gran productor y muy resistente, rara vez pierde una cosecha".

## Características
'Early Prolific' árbol no es un árbol vigoroso y tiende a ser de tamaño pequeño o medio, de porte inusual para un ciruelo, ya que crece con un hábito ligeramente "pendulante", algo que recuerda a un sauce llorón erguido. El tronco eventualmente alcanzará las proporciones normales, pero las ramas y las ramitas siempre se mantienen desproporcionadamente delgadas, el potencial de cosecha a menudo es mayor de lo que pueden soportar las ramas, por lo que puede ser necesario adelgazar la fruta y/o los soportes de las ramas. Flor blanca, autofértil, aunque mejora sus características con polen de variedades de ciruela del grupo: 2. Tiene un tiempo de floración que comienza a partir del 16 de abril con el 10% de floración, para el 20 de abril tiene una floración completa (80%), y para el 29 de abril tiene un 90% de caída de pétalos.
'Early Prolific' tiene una talla de fruto pequeño a medio de forma redonda u ovalada, cavidad poco profunda, estrecha, abrupta, sutura superficial, una línea distinta; ápice redondeado o ligeramente puntiagudo, con peso promedio de 16.60 g; epidermis tiene una piel delgada, tierna, que se separa fácilmente, siendo el color de la piel azul oscuro a negro, cubierto de pruina de mediano espesor, punteado de ruginoso / "russetting" numeroso, pequeños, rojizos claros, conspicuos; pedúnculo glabro, con una longitud promedio de 7.32 mm , pubescente, bien adherido al fruto con la cavidad del pedúnculo estrechísima y apenas pronunciada; pulpa de color amarillo verdoso, textura firme pero tierna, jugosa, y sabor dulce, rica en sabor.
Hueso no adherido, irregular y ampliamente ovada, aplanada, áspera, ligeramente comprimida y con cuello en la base, roma o aguda en el ápice, sutura ventral estrecha, alada, fuertemente surcada, sutura dorsal aguda o levemente surcada.
Su tiempo de recogida de cosecha se inicia en su maduración de finales de julio a principios de agosto.

## Progenie
- Un descendiente de 'Early Prolific' como "Parental Padre" es 'Czar'.[7]

## Usos
Se usa comúnmente como postre fresco de mesa buena ciruela de postre de verano, y muy buena como ciruela culinaria.